# Kinas parti för allmänintresset
Kinas parti för allmänintresset eller Zhi Gong Dang är ett av de åtta legala politiska partierna i Folkrepubliken Kina och en frontorganisation till Kinas kommunistiska parti.
Partiet grundades av ett kinesiskt hemligt sällskap i San Francisco i oktober 1925, många av dess medlemmar hade stött Sun Yat-sens revolution mot Qingdynastin. 
Efter Folkrepubliken Kinas grundande i oktober 1949 fick partiet fortsätta i den "enhetsfront" som kommunistpartiet organiserat. Idag representerar partiet främst utlandskineser i Nationella folkkongressen och Kinesiska folkets politiskt rådgivande konferens.

## Källa
- Seymour, James D. (1987) (på engelska). China's satellite parties. Studies of the East Asian Institute, Columbia University, 0588-5310. Armonk, N.Y.: M. E. Sharpe. Libris 6197871. ISBN 0-87332-412-9